# Vila Na Petřinách 7
Vila Na Petřinách 7 (režná vila rodiny Frölichových)  je zaniklý rodinný dům, který stál v Praze 6-Břevnově ve čtvrti Petřiny při hlavní ulici Na Petřinách západně od Ústřední vojenské nemocnice.

## Historie
Pozdně funkcionalistickou vilu navrhl roku 1939 buď architekt Pavel Simonov nebo architekt Alexander Těrechov. Stavba byla povolena 8.9.1939 a kolaudována 1.7.1940. Až do roku 1946 patřila do katastru Veleslavína, od toho roku do Břevnova.

## Popis
Jednalo se o třípodlažní dům na nepravidelném půdorysu s plochou střechou a s fasádou z kombinace zdiva z omítaných a režných cihel. Objekt volně stojící v terénu pod masivem pískovcové skály byl zčásti krytý vzrostlými stromy a křovinami. Nejnižší podlaží při severním průčelí do ulice Na Petřinách bylo jen částečně zahloubeno pod úrovní terénu.

## 2016-2018
Roku 2016 koupil soukromý investor vilu se záměrem ji zbořit a nahradit ji objemově větším bytovým domem přistavěným až ke skále a na jižní straně do ní zapuštěným. Původní dům nebyl památkově chráněn a Národní památkový ústav vydal k demolici souhlasné stanovisko. Místní občané ještě téhož roku sepsali petici za záchranu vily a navrhli ji na zapsání za kulturní památku. Roku 2017 zahájilo Ministerstvo kultury ČR řízení o prohlášení vily za kulturní památku a vilu památkou prohlásilo. 4. května 2017 vydal ministr kultury ČR Daniel Herman Rozhodnutí, ve kterém prohlášení vily za památku zrušil a vrátil památkovému odboru MK ČR k novému projednání. Po tomto novém projednání vila památkou prohlášena nebyla. Organizátoři petice zaslali v červnu 2017 nesouhlasný otevřený dopis Ministerstvu kultury a Ústavu dějin umění AV ČR v Praze.
V dubnu 2018 byla vila zbořena a na jejím místě do konce roku 2019 postaven velkoobjemový pětipodlažní bytový dům.